# 天明の大火
天明の大火（てんめいの たいか）とは、天明8年1月30日（1788年3月7日）に京都で発生した火災。出火場所の名をとって団栗焼け（どんぐりやけ）、また干支から申年の大火（さるどしの たいか）とも呼ばれた。単に京都大火（きょうとたいか）あるいは都焼け（みやこやけ）というと、通常はこの天明の大火のことを指す。
京都で発生した史上最大規模の火災で、御所・二条城・京都所司代などの要所を軒並み焼失したほか、当時の京都市街の8割以上が灰燼に帰した。被害は京都を焼け野原にした応仁の乱の戦火による焼亡をさらに上回るものとなり、その後の京都の経済にも深刻な打撃を与えた。江戸時代の京都はこの前後にも宝永の大火と元治のどんどん焼けで市街の多くを焼失しており、これらを「京都の三大大火」と呼ぶこともある。

## 概要
1月30日（3月7日）の未明、鴨川東側の宮川町団栗辻子（現在の京都市東山区宮川筋付近）の町家から出火。空き家への放火だったという。折からの強風に煽られて瞬く間に南は五条通にまで達し、更に火の粉が鴨川対岸の寺町通に燃え移って洛中に延焼した。その日の夕方には二条城本丸が炎上し、続いて洛中北部の御所にも燃え移った。最終的な鎮火は発生から2日後の2月2日（3月9日）早朝のことだった。
この火災で東は河原町・木屋町・大和大路まで、北は上御霊神社・鞍馬口通・今宮御旅所まで、西は智恵光院通・大宮通・千本通まで、南は東本願寺・西本願寺・六条通まで達し、御所・二条城のみならず、仙洞御所・京都所司代屋敷・東西両奉行所・摂関家の邸宅も焼失した。幕府公式の「罹災記録」（京都町代を務めた古久保家の記録）によれば、京都市中1967町のうち焼失した町は1424、焼失家屋は3万6797、焼失世帯6万5340、焼失寺院201、焼失神社37、死者150だったという。ただし死者に関しては公式記録の値引きが疑われ、実際の死者は1800はあったとする説もある。
光格天皇は御所が再建されるまでの3年間、聖護院を行宮（仮御所）とし、恭礼門院は妙法院、後桜町上皇は青蓮院（粟田御所）にそれぞれ移った。後桜町院の生母青綺門院の仮御所となった知恩院と青蓮院の間に、幕府が廊下を設けて通行の便を図っている。
この大火に江戸幕府も衝撃を受け、急遽老中で幕閣の中心人物であった松平定信を京都に派遣して朝廷と善後策を協議した。また、この直後に裏松固禅の『大内裏図考證』が完成し、その研究に基づいて焼失した内裏の再建は古式に則った形式で行われることとなった。再建の費用は幕府から出資された。これは幕府の慢性的な財政難と天明の大飢饉における民衆の苦しみを理由に、かつてのような古式に則った壮麗な御所は建てることはできない、とする松平定信の反対論を押し切ったものであり、憤慨した定信は京都所司代や京都町奉行に対して朝廷の新規の要求には応じてはならないと指示している（東京大学史料編纂所所蔵「御所々御入用筋書抜」四及び松平定信『宇下人言』）。これにより「幕府」に対する「朝廷」の動向が世間の注目を浴びるようになり、さらに「尊号一件」などの幕府と朝廷間の紛争の遠因となった。
天明の大火から10年後の、寛政10年7月1日（1798年8月12日）から翌2日にかけて、京都方広寺大仏（京の大仏）・大仏殿が落雷による火災のため全焼した。方広寺大仏殿は当時日本最大の木造建築であり、火の粉によって京都市街に火災が広がり、天明の大火のようになる恐れもあったが、奇跡的に市街へ燃え広がらずに済んだ。